# Crusader Kings II
Crusader Kings II é um jogo eletrônico de estratégia desenvolvido pela Paradox Development Studio e publicado pela Paradox Interactive como uma sequência de Crusader Kings. Foi lançado para Windows no dia 14 de Fevereiro de 2012, dia 24 de Janeiro de 2012 para Mac OS X e para Linux. O jogo se passa durante a Idade Média, entre os anos de 1066 - Ano em que Guilherme I da Inglaterra (ou William the Conqueror, como no jogo) invadiu a Inglaterra - até 1453, data da queda de Constantinopla. Em 28 de Maio de 2013 foi lançado o DLC The Old Gods, que expande a data inicial do jogo para o ano de 867 - quando o grande exercito bárbaro, liderado pelos filhos do rei viking Ragnar Lordbrok, invadiu a Inglaterra. Em 14 de outubro de 2014, foi lançado o DLC Charlemagne, que expande a data inicial do jogo para o ano de 769, quando Carlos Magno e Carlomano I reinavam sobre uma França dividida. Se Carlos Magno reunir os francos, como aconteceu, ficará conhecido como "Charles the Great" ou "Charlemagne".

## Jogabilidade
O jogo é um simulador de dinastias, no qual o jogador controla uma dinastia medieval no período entre 936 e 1453, sendo que os DLCs The Old Gods e Charlemagne expandem as datas de início para 867 e 769, respectivamente. O jogador deve usar estratégias como a guerra, assassinatos e casamentos para aumentar o prestígio de sua dinastia e mantê-la viva. O jogo conta com a presença de inúmeras figuras históricas, como Guilherme I de Inglaterra, Carlos Magno, Haroldo II de Inglaterra, Roberto de Altavila, Haroldo III da Noruega, O Cid, Constantino X Ducas, Harune Arraxide, Aleixo I Comneno, Alfredo o Grande e Saladino, e também permite ao jogador escolher personagens menos importantes, como duques ou condes, além da criação de novos personagens com a DLC Ruler Designer.
A simulação é não-linear, e o sucesso ou não da dinastia depende apenas do jogador. O único objetivo do jogo é obter o maior número possível de pontos de prestígio e piedade para vencer as várias dinastias europeias históricas num ranking fictício de prestígio (as três dinastias com mais prestígio são a Dinastia capetiana, os Rurikovitch e a Casa de Habsburgo). O jogo acaba quando o personagem do jogador morre sem deixar herdeiro de sua dinastia, quando todos os títulos de terra são tirados de pessoas da dinastia ou quando o ano do jogo chega em 1453.
O jogo faz uso de um complexo sistema de genética e educação, no qual as crianças herdam várias características, cultura, religião e habilidades dos pais e do tutor. Isso adiciona uma outra camada de estratégia nos casamentos, já que o jogador deve tentar não apenas formas alianças, mas também selecionar parceiros com boas características herdáveis, a fim de maximizar a qualidade da prole, fortalecendo a dinastia. Ás vezes, isso requer um balanceamento do conflito de interesses. Por exemplo, um possível casamento pode dar um aliança poderosa, mas o(a) parceiro(a) tem características indesejáveis. O contrário também pode ocorrer: um possível parceiro(a) pode ter características muito desejáveis, mas o casamento não trará alianças para a dinastia.

## Expansões e DLC
Crusader Kings II é atualizado através de patches, com pacotes de conteúdo sendo lançados como DLC, disponíveis na Steam ou na loja do jogo.
Expansões
| Título            | Data de lançamento     | Versão do patch | Características notáveis |
| ----------------- | ---------------------- | --------------- | --- |
| Sword of Islam    | 26 de Junho de 2012    | 1.06            | - Líderes Muçulmanos não nômades se tornam jogáveis, com características únicas: - Poligamia; - Decadência; - Sucessão agnática aberta; |
| Legacy of Rome    | 16 de Outubro de 2012  | 1.07            | - Possibilidade de ter um exército permanente, chamado de "Retinue"; - Desfazer o Grande Cisma, tornando o Catolicismo uma heresia Ortodoxa; - Adiciona a possibilidade de formar o Império Romano; - Eventos e decisões para o Império Bizantino. |
| Sunset Invasion   | 15 de Novembro de 2012 | 1.08            | - Adiciona uma invasão anacrônica do povo Asteca na parte ocidental do mapa (Europa). Essa DLC foi incluída no jogo como uma forma de conter a expansão dos reinos europeus em razão dos reinos orientais sofrem das agressões dos Mongóis. |
| The Republic      | 12 de Janeiro de 2013  | 1.09            | - Introduz a possibilidade de jogar como um patrício de uma república mercante |
| The Old Gods      | 28 de Maio de 2013     | 1.10            | - Líderes pagãos se tornam jogáveis, com características únicas: - Podem atacar províncias para ganhar dinheiro e prestígio; - Casus belli para subjugar outros pagãos; - Podem reformar sua religião para criar uma hierarquia religiosa formal. - Nova data de início possível, em 1 de janeiro de 867. |
| Sons of Abraham   | 18 de Novembro de 2013 | 2.0             | - Líderes judeus se tornam jogáveis; - Adiciona o Colégio de Cardeais ao Papado, permitindo líderes ganhar influência sobre o Papa. |
| Rajas of India    | 25 de Março de 2014    | 2.1             | - Líderes hindus, jainistas e budistas se tornam jogáveis, com características únicas para cada um |
| Charlemagne       | 14 de Outubro de 2014  | 2.2             | - Nova data de início possível, em 1 de janeiro de 769 - Introduz Carlos Magno como personagem jogável - Líderes zunistas se tornam jogáveis - Possibilidade de criar reinos e impérios personalizados - Possibilidade de dar títulos a vice-reis, que são passados de volta para o suserano após sua morte |
| Way of Life       | 16 de Dezembro de 2014 | 2.3             | - Líderes podem ter um Foco, dando incremento a atributos e desbloqueando eventos e características relacionados ao Foco |
| Horse Lords       | 14 de Julho de 2015    | 2.4.1           | - Líderes nômades se tornam jogáveis, com características únicas: - Casus belli para conquistar qualquer província adjacente; - Casus belli para subjugar um reino inteiro por toda a vida; - Sucessão nômade, na qual o irmão ou filho com mais prestígio se torna o herdeiro. - Pode declarar vingança familiar contra outro Khan, podendo atacar as província do Khan. - Pode forçar líderes a se tornarem tributários, fazendo-os pagar uma taxa mensal para o suserano.              |
| Conclave          | 2 de Fevereiro de 2016 | 2.5.1           | - Introduz uma nova mecânica de conselho, permitindo membros do conselho votar em leis do reino e declarações de guerra; - Sistema de educação reformulado para crianças; - Favores políticos; - Novas leis do reino. |
| The Reaper's Due  | 25 de Agosto de 2016   | 2.6.1           | - Epidemias melhoradas: doenças se espalham de província em província através da terra e do mar; - Hospitais e médicos reais; - Prosperidade e foco real: províncias bem administradas em reinos pacíficos pagarão grandes quantidades de ouro e tropas; - Isolamento: se proteja de doenças quebrando o reino em pedaços, mesmo que isso signifique ignorar a situação do povo; - Novas cadeias de eventos.                                                                              |
| Monks and Mystics | 7 de Março de 2017     | 2.7.1           | - Junte-se a diversas sociedades, secretas ou não. - Caça a hereges e adoradores de demônios; - Caça a relíquias sagradas e tesouros escondidos; - Dê instruções aos seus aliados durante a guerra; - Ações em massa para prisioneiros. |
| Jade Dragon       | 16 de Novembro de 2017 | 2.8             | - Adiciona interações com a China; - Novos artefatos chineses; - Novos Casus Bellis e Pontos de Reunião para as retinue; - Platô tibetano torna-se jogável. |
| Holy Fury         | 13 de Novembro de 2018 | 3.0             | - Permite ao jogador "projetar" a sua religião após a reforma, adicionando mecânicas de jogo únicas ou misturando com mecânicas existentes de outras religiões; - Sociedades guerreiras para religiões pagãs; - Mecânicas para melhorar a sociabilidade entre personagens; - Novos mecanismos e eventos nas Cruzadas; - Novas mecânicas para coroação, santidade (Sainthood), e linhagem (Bloodline); - Adição das mecânicas mapa aleatório (Random Map) e mapa quebrado (Shattered Map). |